# Calumma nasutum
Calumma nasutum is een hagedis uit de familie kameleons (Chamaeleonidae).

## Naam en indeling
De wetenschappelijke naam van de soort werd voor het eerst voorgesteld door André Marie Constant Duméril en Gabriel Bibron in 1824. Oorspronkelijk werd de wetenschappelijke naam ''Calumma nasuta'' gebruikt.

## Uiterlijke kenmerken
Calumma nasutum is met ongeveer acht centimeter een kleine soort, mannetjes blijven vaak rond de zes centimeter. De lichaamskleur varieert van groen tot bruin , de soort kan echter drastisch en relatief snel van kleur veranderen. Het mannetje heeft vaak gele, groene of blauwe vlekken aan de flanken en kop, het vrouwtje heeft soms een blauwe neuspunt.
Deze soort dankt de wetenschappelijke soortaanduiding nasutum (neus) aan het hoorn-achtige uitsteeksel op de snuitpunt. Een echte hoorn is het eigenlijk niet, want het is geen vrijstaand uitsteeksel maar een verlengd deel van de huid. Het is ook erg flexibel en niet verhoornd zoals voorkomt bij andere soorten kameleons als de Oost-Afrikaanse driehoornkameleon (Chamaeleo jacksonii). Opmerkelijk is dat meestal alleen mannetjes een hoornachtig uitsteeksel hebben, zelfs als deze zacht is zoals bij de soort Furcifer angeli. Bij Calumma nasutum hebben zowel mannelijke als vrouwelijke exemplaren een dergelijke vergroeiing.

## In gevangenschap
Calumma nasutum ziet er aandoenlijk uit en is veel socialer naar soortgenoten en minder schuw dan de meeste soorten kameleons, die bij het minste in de stress schieten en elkaar slecht verdragen. Hierdoor is de soort populair in terraria, en is er relatief veel bekend over de voortplanting. De dieren paren alleen vroeg in de ochtend, en na een draagtijd van zeven weken legt het vrouwtje twee tot vier eitjes net onder de grond of onder de bladeren. Na ongeveer drie maanden komen de jongen uit, als de temperatuur van de eitjes tenminste op ongeveer 24 graden Celsius wordt gehouden.

## Verspreiding en habitat

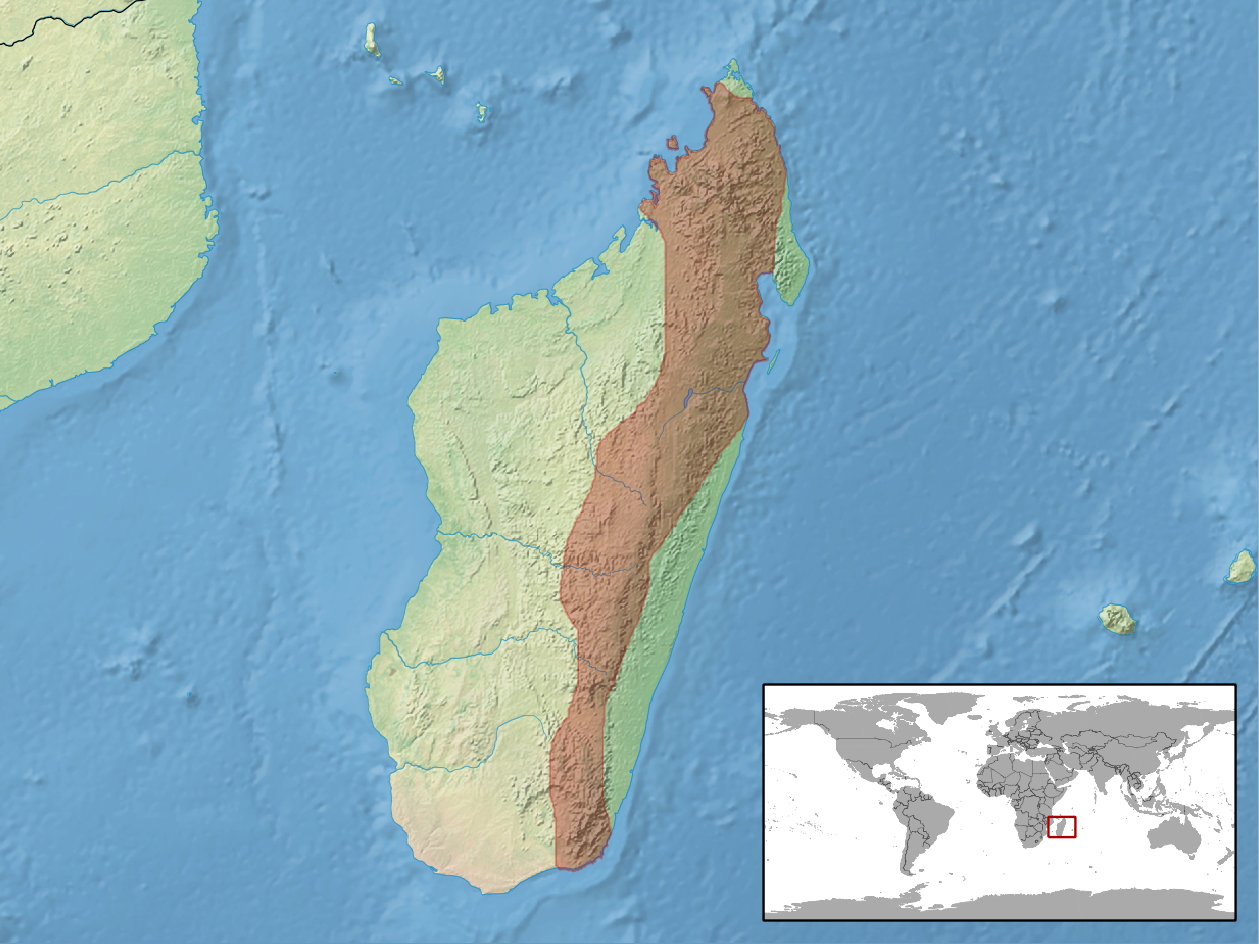
Verspreidingsgebied in het rood.

Deze soort komt endemisch voor op het eiland Madagaskar in Afrika. De habitat bestaat uit vochtige tropische en subtropische bergbossen, daarnaast wordt de kameleon ook wel in gebieden gevonden die door de mens zijn aangepast, zoals plantages. De soort is aangetroffen op een hoogte van ongeveer 320 tot 1350 meter boven zeeniveau.
De hagedis leeft in vochtige en warme regenwouden waar de temperatuur vrijwel constant boven de 25 graden Celsius ligt en de luchtvochtigheid meestal boven de zeventig procent. De kameleon zit in zowel hoge struiken als bomen en het grootste deel van het bestaan zit de hagedis doodstil op een tak. In tegenstelling tot veel andere kameleons is deze soort vrij lenig, en kan zich uitrekken waardoor het lichaam niet meer op dat van een kameleon lijkt.

## Beschermingsstatus
Door de internationale natuurbeschermingsorganisatie IUCN is de beschermingsstatus 'veilig' toegewezen (Least Concern of LC).